# گلن آدام
گلن آدام (انگلیسی: Glen Adam؛ زادهٔ ۲۲ مهٔ ۱۹۵۹) بازیکن فوتبال اهل نیوزیلند بود.
وی همچنین در تیم ملی فوتبال نیوزیلند بازی کرده‌است.